# Buran 1.02
| Buran-Programm | Buran-Programm                       |
| -------------- | ------------------------------------ |
| Shuttle-Name:  | Buran 1.02 (OK-2K / 1.02 / 11F35 K2) |
| Erster Start:  | -                                    |
| Letzter Start: | -                                    |
| Länge:         | 36 m                                 |
| Höhe:          | 16 m                                 |
| Gewicht:       | 80 Tonnen                            |

Die Buran 1.02 (GRAU-Index 11F35 K2) ist eine Raumfähre des sowjetischen Buran-Programms, die äußerlich dem US-amerikanischen Space Shuttle ähnelt. Auf Grund der vorzeitigen Beendigung des Programmes kam es zu keinem Start.

## Geschichte
Der Bau von Buran 1.02 wurde 1990 beendet, obwohl auch hier noch einige Systeme fehlten. Der Fertigstellungsgrad der Raumfähre wurde mit etwa 95 % angegeben. Sie hatte außer der Bezeichnung Buran 1.02 keinen offiziellen Namen, wurde aber inoffiziell Ptitschka (russisch Птичка für Vögelchen) oder Buran-2 genannt. Buran 1.02 wurde mit der Mjassischtschew WM-T „Atlant“ nach Baikonur transportiert. Die Orbiter waren noch nicht fertiggestellt, Hitzeschutzkacheln, Seitenleitwerk, Triebwerke, Fahrwerk etc. waren nicht montiert, da sonst das Gewicht für den Transport mit der WM-T zu hoch gewesen wäre. Die Fertigstellung wurde in Baikonur begonnen, bevor das Buranprogramm gestoppt wurde.

## Geplante Missionen
Flugplan von 1989:
- 4. Quartal 1991 – unbemannter Erstflug, Missionsbezeichnung: 2K1, ein bis zwei Tage Dauer, Nutzlast: Modul 37KB
- 1992 – unbemannter zweiter Flug, Missionsbezeichnung: 2K2, sieben bis acht Tage Dauer, Nutzlast: Modul 37KB. Orbitale Manöver und Annäherungsversuch an die Raumstation Mir.

1991 wurden die Missionen 2K1 und 2K2 praktisch zusammengelegt:
- Dezember 1991 – unbemannter Flug (Erstflug ?), sieben bis acht Tage Dauer, orbitale Manöver und Annäherungsversuch an die Raumstation Mir:
  - automatisches Andocken an das Kristall-Modul der Mir
  - Besatzungstransfer von der Mir zur Raumfähre und Test einiger Systeme, inklusive des Roboterarms während mehrerer Tage
  - Abkopplung und unbemannter Orbitflug
  - Ankopplung an Sojus TM-101
  - Crewtransfer von Sojus zur Raumfähre und Arbeit der Crew an Bord während mehrerer Tage
  - Automatisches Abkoppeln und Landung